# R136a3
R136a3とは、かじき座に位置する巨大星団であるR136のウォルフ・ライエ星である。既知の星の中で最も大きな質量と光度を持つR136a1の付近に存在する。R136a3は質量が太陽の180倍、光度が太陽の380万倍であり、質量と光度は恒星の中では最大級である。
正式名称はRMC 136a3であり、RMCとはラドクリフ天文台(R)の大マゼラン雲(MC)を調査するサーベイを意味する。そのサーベイによって、大マゼラン雲の中で光る天体が特定され、この内最も明るい恒星の1つがRMC 136であった。現在RMC 136は一般にR136と短縮して呼ばれ、R136はタランチュラ星雲のNGC 2070星団の中心部に位置する、非常に年齢が小さい密集した散開星団であることが知られている。その後、中心に位置する天体がR136aと呼ばれるようになり、R136aが8つ以上の恒星で構成されていることが判明すると、この内の1つがR136a3と呼ばれるようになった。
R136a3はスペクトル分類によるとウォルフ・ライエ星に分類される。ウォルフ・ライエ星のスペクトルではヘリウムや窒素の輝線が見られ、外層を失っている進化した恒星であるが、年齢は極めて若い。スペクトルにはまだ水素の輝線が見られ、恒星表面には40%も残っていると分析されている。若い恒星でも大気中のヘリウムや窒素が確認されるのは中心核の質量が大きく、CNOサイクルと呼ばれる核融合反応が激しいため、ヘリウムや窒素が生成され、対流により混合されたからである。スペクトルに輝線が見られるのは核融合による産物や莫大な光度を放ったためにかなり質量を損失したことを示している。